# Матріка Прасад Койрала
Матріка Прасад Койрала (неп. मात्रिका प्रसाद कोइराला; 1 січня 1912, Варанасі, Британська Індія — 11 вересня 1997, Біратнагар, Непал) — непальський державний діяч, двічі прем'єр-міністр Непалу (1951—1952 і 1953—1955).

## Біографія
Почав свою активну політичну діяльність в Індії, коли його батько Крішна Прасад Койрала жив у вигнанні. Жив в будинку у Раджендри Прасада, майбутнього першого президента незалежної Індії і виявився в центрі боротьби за незалежність Індії. У 1930 році разом з братом Вішвешваром Прасадом Койрала був заарештований і на три місяці ув'язнений.
Пізніше він приєднався до партії Непальський національний конгрес на чолі з Танка Прасад Ачарею і боровся проти режиму правлячої сім'ї Рана. Був обраний першим президентом партії Непальський конгрес, утвореної в результаті злиття Непальського національного конгресу і Непальського демократичного конгресу у квітні 1950 року.
У 1951 році після падіння майже вікового правління сімейної династії Рана був призначений прем'єр-міністром і міністром закордонних справ Непалу. Цю посаду з невеликою перервою він займав до 1955 року.
У 1952 році він був виключений з Непальського конгресу за «порушення принципів партії і дії проти Конституції 1951 року». У 1953 році заснував партію Джаната (Rastriya Janata Parishad), яку очолював до своєї смерті.
У 1961—1964 роках — постійний представник Непалу в ООН і посол в США.